# Generalni faktor osebnosti
Generalni faktor osebnosti predstavlja mero splošne osebnostne prilagojenosti 

## Veliki eden
Znanstveno raziskovanje strukture osebnosti, na področju kognitivne domene osebnosti, natančneje na področju kognitivnih sposobnosti z odkritjem generalnega faktorja inteligentnosti ali g-faktorja, se je začelo pred več kot sto leti. Šele desetletje zatem so se začeli oblikovati tudi številni hierarhični modeli osebnostne strukture na področju osebnostnih lastnosti in drugih konativnih spremenljivk osebnosti. Lahko trdimo, da do nedavnega ni bilo pravega hierarhičnega modela na področju konativnega prostora osebnosti. Do vidnih  sprememb je prišlo s študijo, ki je prva spregovorila o obstoju generalnega faktorja osebnosti tudi v okviru petfaktorskega modela. 
Musek (2007, v Veselka, Just, Lang, Johnson in Vernon, 2012) je tako pridobil en faktor  osebnosti iz potez »Velikih pet« in ugotovil, da ta faktor predstavlja 60% izvorne variance. Musek je tudi prvi, ki je definiral kaj pravzaprav pomeni »Veliki eden«. Tako je generalni faktor osebnosti- GFO opisal kot super faktor, ki predstavlja individualne razlike v socialni zaželenosti, emocionalnosti, motivaciji, dobrem počutju, zadovoljstvo z življenjem in samospoštovanju 
Kljub temu pa lahko tudi omenimo, da je bil ravno Sir Francis Galton (1822-1911) tisti, ki je do neke mere prvi opisal generalni faktor osebnosti 
V zadnjem času se je nakopičilo vse več pomembnega in dokazanega gradiva, ki kaže na obstoj generalnega faktorja osebnosti  
Musek poudarja pomembnost GFO, ki naj bi bil resničen konstrukt z globokimi biološkimi koreninami; tako razvojnimi, genetskimi kot nevrofiziološkimi. Interpretacije GFO lahko v grobem razdelimo v dve skupini; »nesubstancialne« in »substancialne«.
Psihološko vsebino GFO lahko definiramo kot visoko nasproti nizki emocionalni stabilnosti (narobe obrnjenemu nevroticizmu), prijetnosti, vestnosti, ekstravertnosti in odprtosti. V tem pogledu si lahko GFO predstavljamo kot bipolarni konstrukt, ki povezuje emocionalno stabilnost, prijetnost, vestnost, ekstravertnost  in odprtost na eni strani nasproti nevroticizmu, neprijetnosti, nevestnosti, introvertnosti in zaprtosti na drugi strani. Prav tako lahko trdimo, da GFO integrira socialno zaželene vidike petih velikih  in se povezuje s stopnjo socialne zaželenosti in prilagojenosti.
Tako kot Musek , so tudi Rushton idr. (2008, v Musek, 2010a) in nekateri drugi raziskovalci (Lachman idr., 2008, v Musek, 2010a) potrdil obstoj GFO. Prišli pa so tudi do ugotovitev, da se GFO oblikuje zgodaj v življenju in je približno 50 odstotno pod vplivom neaditivnega (dominantnega) genetskega dedovanja in 50 odstotno pod vplivom individualnega, nedeljenega okoljskega delovanja. Ker je vseh pet velikih dokazano dedljivih, nedvomno drži, da bo njihov skupni imenovalec GFO, prav tako dedljiv oziroma še bolj. Tako lahko slednjega razumemo kot izid evolucijskih procesov, ki povzročajo kovariacijo med osebnostnimi potezami in njihovimi genetskimi in nevrofiziološkimi temelji 
Tudi Amigo, Caselles in Mico  so v svoji študiji prišlo do potrdilnih rezultatov obstoja generalnega faktorja osebnosti in pravijo da z GFO lahko opišemo celotno osebnost človeka.  V nadaljevanju navajajo, da se GFO pomembno in signifikantno povezuje z vsemi faktorji velikih pet. Tako se pozitivno povezuje z ekstravertnostjo in odprtostjo, negativno pa se povezuje z nevroticizmom, sprejemljivostjo in vestnostjo.  To pa se popolnoma ne sklada z ugotovitvami nekaterih drugih avtorjev, ki so potrdili obstoj GFO znotraj modela Velikih pet.
Veselka, Just, Lang, Johnson in Vernon ) so v svoji študiji potrdili obstoj GFO s pomočjo meritev na dveh vprašalnikih osebnosti, NEO-PI-R in DAPP-DQ, na katerih so se pokazale visoke korelacije.  Prvi vprašalnik meri normalne osebnostne poteze, drugi pa abnormalne osebnostne poteze. 
Na drugi strani pa se Muncer (2011, v Rushton)  ne strinja z obstojem generalnega faktorja osebnosti in tako prezre raziskave, ki govorijo v prid generalnemu faktorju osebnosti. Muncer je testiral Rushtonov in Irwingov (2008, v Rushton, 2012)  model in ob tem ni našel ustreznih korelacij, ki bi nakazovale na obstoj generalnega faktorja osebnosti. Vendar pa Rushton  trdi, da je ravno Muncer v svojih dognanjih, ki naj ne bi statistično podpirala obstoja generalnega faktorja, površen in netočen, kajti slednji bi v svoji raziskavi po mnenju Rushtona moral pregledati in raziskati še več literature in se ne bi smel opirati le na podatke ene študije. Tudi Loehlin  in Holden ter Marjanovič  v svojih raziskavah navajajo, da le te popolnoma  ne kažejo v prid obstoju generalnega faktorja osebnosti kot hierarhično najbolj visokega faktorja. Svoje ugotovitve Loehlin  utemeljuje z dejstvom, da hierarhična nadvlada generalnega faktorja ne predstavlja tako naravnega koncepta na področju osebnosti, kot le do počne g-faktor na kognitivnem področju.  Najpogostejše kritike trdijo, da GFO predstavlja statistični artefakt, povzročen zaradi socialno zaželenih pristranskih odgovorov, namesto, da bi bil resnično hierarhično najvišja osebnostna dimenzija. Na primer, v študiji Biesanz in West (2004, v, Veselka, Just, Lang, Johnson in Vernon, 2012) so poročali, da  dimenzije velikih pet med sabo korelirajo, ko prihaja do samo-poročanja osebnostnih potez,vendar pa te korelacije izginejo, ko ocenjevalci postanejo pomembni drugi, kot so starši in prijatelji.

## Medkulturna stabilnost GFO
Na podlagi raziskav svetovnega formata, ki jih je opravil Musek in tudi nekateri drugi raziskovalci, lahko trdimo, da je GFO medkulturna stabilna superdimenzija. GFO naj bi bil evolucijsko oblikovan, prav tako genetsko determiniran in tako bi posledično bilo zelo nenavadno, če ne bi bil tudi transkulturno stabilen. Tako Musek  trdi, da ima piramidni model osebnostne strukture po vsej verjetnosti univerzalno veljavnost in ga najdemo v vseh kulturah in obdobjih. 

## Povezovanje GFO z različnimi področji osebnosti
Zagovorniki GFO se nedvomno strinjajo z dejstvom, da se slednji povezuje z nekaterimi pomembnimi področji osebnosti, kot so samopodoba, samospoštovanje, konstruali jaza, diskrepance v shemah jaza, spolne sheme, temeljne dimenzije emocionalnosti in subjektivno psihično blagostanje  ter psihično zdravje. Narava GFO kaže na to, da gre silno temeljno osebnostno dispozicijo, ki integrira najbolj splošne nekognitivne dimenzije osebnosti. Raziskovalni rezultati so pokazali, da se GFO močno povezuje s psihičnim blagostanjem  in zadovoljstvom z življenjem (zlasti negativnim in pozitivnim afektom), samospoštovanjem, s temeljnimi dimenzijami emocij in motivacije, prav tako pa tudi s socialno zaželenostjo  Scherman, Carswell in Jackson  v svoji študiji navajajo izsledke raziskav različnih avtorjev: Musek , Schermer in Vernon  ter Rushton in Erdle , ki so prav tako našli povezavo med generalnim  faktorjem osebnosti in socialno zaželenostjo. Visoke vrednosti GFO dejansko korelirajo z nizkim negativnim afektom, višjim pozitivnim afektom, motivacijo približevanja, višjim zadovoljstvom z življenjem in samospoštovanjem, nizke vrednosti pa se povezujejo z višjim negativnim afektom, nižjim pozitivnim afektom, motivacijo izogibanja in nižjim zadovoljstvom z življenjem ter samospoštovanjem. ). Van der Linden, Bakker in Serlie  prav tako navajajo, da se visok GFO povezuje z visoko stopnjo samospoštovanja, dobrim mentalnim zdravjem in življenjskim zadovoljstvom ter priljubljenostjo v razredu med sošolci in  med delavci na delovnem mestu, Schermer, Carswell in Jackson  pa dodajajo, da je slednje posledica delavnosti pri posameznikih z visok GFO. Kljub temu pa se avtorji sprašujejo ali je generalni faktor osebnosti samostojen pojav, ali pa je le artefakt. 
Erdle, Irwing, Rushton in Park  in Rushton in Irwing  navajajo, da so posamezniki z višjim generalnim faktorjem osebnosti bolj altruistični, emocionalno stabilni, prijetni, sprejemljivi, vestni, ekstravertni, intelektualno odprti. Prav tako pa je za take posameznike značilen visok nivo dobrega počutja, zadovoljstva z življenjem, samopodobe in samospoštovanja, pozitivni afekti in generalno pričakovanje nagrajevanja. Erdle in Rushton  pa še dodajata, da se GFO dobljen iz korelacij »Velikih Pet« negativno povezuje z depresijo, negativnimi čustvi ter generalnim pričakovanjem kaznovanja. 
Pomembno pa je nedvomno tudi dejstvo, da se prav generalna faktorja psihičnega blagostanja in generalni faktor osebnosti med vsemi spremenljivkami enega področja najbolj povezujejo s spremenljivkami drugega področja. To ne more pomeniti nič drugega kakor to, da je skupni imenovalce osebnostnih dimenzij močno determiniran s psihičnim blagostanjem in obratno, da je skupni imenovalec psihičnega blagostanja močno determiniran z generalnim faktorjem osebnosti. 
Rečemo lahko, da je GFO  zelo dobra mera psihičnega blagostanja in generalni faktor psihičnega blagostanja je zelo dobra mera skupne dimenzije osebnosti. Ta dognanja pa so pomembno prispevala k pojasnjevanju enigmatične vsebine generalnega faktorja osebnosti  V nadaljevanju avtor trdi, da tako generalni faktor osebnosti  ni le odraz socialne zaželenosti, ampak ima jasno psihološko vsebino, katere substancialni del je osebnostni vidik psihičnega blagostanja. . 
Rushton in sodelavci (2009, v Van der Linden, Nijenhuis in Bakker, 2010)  so prišli do spoznanj, da se generalni faktor osebnosti in čustvena inteligenca relativno močno povezujeta in prekrivata. Spet nekateri drugi raziskovalci so našli povezavo med GFO in socialno inteligenco. Tako emocionalna kot socialna inteligenca se skladata v spoznanju o človekovem vedenju, motivih in namenih. Obe inteligenci pa tudi pomagata pri doseganju osebnostnih in družbenih ciljev in tako se bodo ljudje z višjo stopnjo emocionalne in socialne inteligentnosti in posledično višjim GFO,  najverjetneje v različnih okoliščinah obnašali manj rigidno, prijazno, družabno in stabilno.  Prva tako pa Just  v pregledu znanstvenih člankov ugotavlja, da se pojavlja pozitivna korelacija med splošno inteligentnostjo in generalnim faktorjem osebnosti.
Rushton in sodelavci (2008, v Amigo, Caselles in Mico, 2010) so ugotovila, da so posamezniki z višjim GFO bolj čustveno inteligentni, medtem da naj bi posamezniki z nižjim GFO bili bolj dovzetni za nastanek osebnostnih motenj. Schermer in MacDougall  pa sta ugotovila, da GFO močno korelira s socialno zaželenostjo, kar podpira dejstvo, da faktor osebnosti višjega reda, lahko vpliva na samopredstavitev. 
Loehlin  na drugi strani trdi, da GFO dobro predstavlja razsežnost oziroma dimenzijo socialne učinkovitosti. Kazal pa naj bi tudi na socialno premoč, dobro emocionalno prilagodljivost in intelektualne kompetence. Rezultati za dimenzijo socialne učinkovitosti so bili konsistentni z drugimi ocenami, in povezani s stopnjo prijaznosti, komunikacijo, in kreativnostjo ter pozitivno povezani s stopnjo izobrazbe.
Erdle in Rushton  navajata, da GFO korelira z vedenjskim inhibicijskim oziroma zaviralnim  in vedenjskim aktivacijskim sistemom, splošno lestvico pričakovanj nagrad in kazni, samopodobo ter pozitivnimi in negativnimi čustvi. Posamezniki, ki imajo visok GFO, imajo visoki vedenjski aktivacijski sistem, so visoko na splošni lestvici pričakovanj nagrade, samopodobe in pozitivnih čustev. Za posamezniki z nižjim GFO pa so značilni vedenjski inhibicijski sistem, splošna lestvica pričakovanj kazni  in negativna čustva. 
Amigo, Caselles in Mico pa trdijo, da je GFO napovedovalec psihopatologije. Visok rezultat na GFO naj bi predstavljal varovalni element v odnosu do psihopatologije.  Posamezniki z višjim GFO naj bi posedovali bolj sodelujočo  in prosocialno osebnost. Omenjeni španski avtorji slednje označujejo kot  prijetne, emocionalno stabilne, odprte, inteligentne, boljše voditelje, zadovoljne z življenjem. Prav tako pa naj bi posamezniki z višjim GFO producirali več potomcev, kot posamezniki, ki se nahajajo na negativnem polu GFO, saj dejstvo je, da ljudje imamo rajši osebe, ki so prijetne in čustveno stabilne ter bolj družabne.

## GFO in spoprijemanje s stresom
V današnjem času ni slehernega človeka, ki se ne bi spopadal s stresom. Dejstvo je, da nas    stres spremlja vsepovsod. Tako se je Musek  lotil raziskovanja in iskanja povezave med spopadanjem s stresom in generalnim faktorjem osebnosti. V raziskavi je tako predvidel, da se bo pokazala substancialna povezanost med GFO in problemskim oziroma emocionalnim spopadanjem s stresom. Visok GFO naj bi se tako povezoval s problemskim, nizek pa z emocionalnim slogom spopadanja s stresom. V nadaljevanju Musek   navaja, da naj bi GFO pomenil osebnostno podlago spoprijemanja s stresom. Pravi pa tudi, da je ugotovitev, da je GFO povezan z načini spoprijemanja, nedvomno pomemben vidik evolucijske psihologije. Musek  je s pomočjo faktorskih analiz ugotovil, da GFO pozitivno korelira s problemsko usmerjenim spopadanjem s stresom in njegovimi komponentami kot so pozitivna reinterpretacija, aktivnost, planiranje, negativno pa z emocionalno orientiranim spopadanjem s stresom in njegovimi podlestvicami kot so ventiliranje, zanikanje, dezangažiranje in prenajedanje. Prva tako pa je iz analiz razvidno, da so korelacije GFO s problemsko usmerjenim spoprijemanjem bistveno višje kot korelacije z emocionalno usmerjenim spoprijemanjem. Splošna osebnostna stabilnost in prilagojenost, merjena z GFO, je torej najmočnejši osebnostni dejavnik problemskega spoprijemanja. Prav tako pa je jasno, da je glavni dejavnik emocionalno usmerjenega spoprijemanja nevroticizem. Izsledki Muskove  raziskave kažejo, da je GFO boljša mera problemskega spopadanja s stresom kot katerikoli od posameznih velikih pet. GFO naj bi tako na eni strani bil najmočnejši posamični prediktor problemskega spopadanja med osebnostnimi faktorji, na drugi strani pa je nevroticizem slej ko prej najmočnejši posamični prediktor emocionalnega spopadanja s stresom. 

## Biološka podlaga GFO
Generalni faktor osebnosti se pojavlja pri različnih vzorcih posameznikov ter pri različnih merah osebnosti . Nekateri so mnenja, da je GFO 50% pod vplivom neaditivnega (dominantnega) genetskega delovanja . GFO lahko pri posamezniku zasledimo že pri starosti dveh let. Tudi v številnih drugih medkulturnih študijah dvojčkov se je pokazalo, da lahko 50% variance v GFO osebnosti pripišemo genetskemu vplivu, 50% variance pa vplivu okolja, ki si ga posamezniki ne delijo (gre za okolje, ki se med sorojenci razlikuje, kljub temu, da živijo v isti družini, kot npr. bolezen, prijateljstva in podobno).
GFO lahko razumemo kot rezultat evolucijskih procesov, ki povzročajo povezave med osebnostnimi potezami in njihovimi genetskimi in nevrofiziološkimi temelji . GFO se je najverjetneje podobno kot inteligentnost oblikoval med človekovo evolucijo. Kot je znano je frontalna skorja odgovorna za samokontrolo in za planiranje v prihodnost. Nekateri avtorji so zato mnenja, da gre za nevrološki temelj, ki ga je postavila evolucija, da bi povečala GFO pri ljudeh in s tem lastnosti, ki so potrebne za človekovo prilagoditev .